# Cierra Ramirez

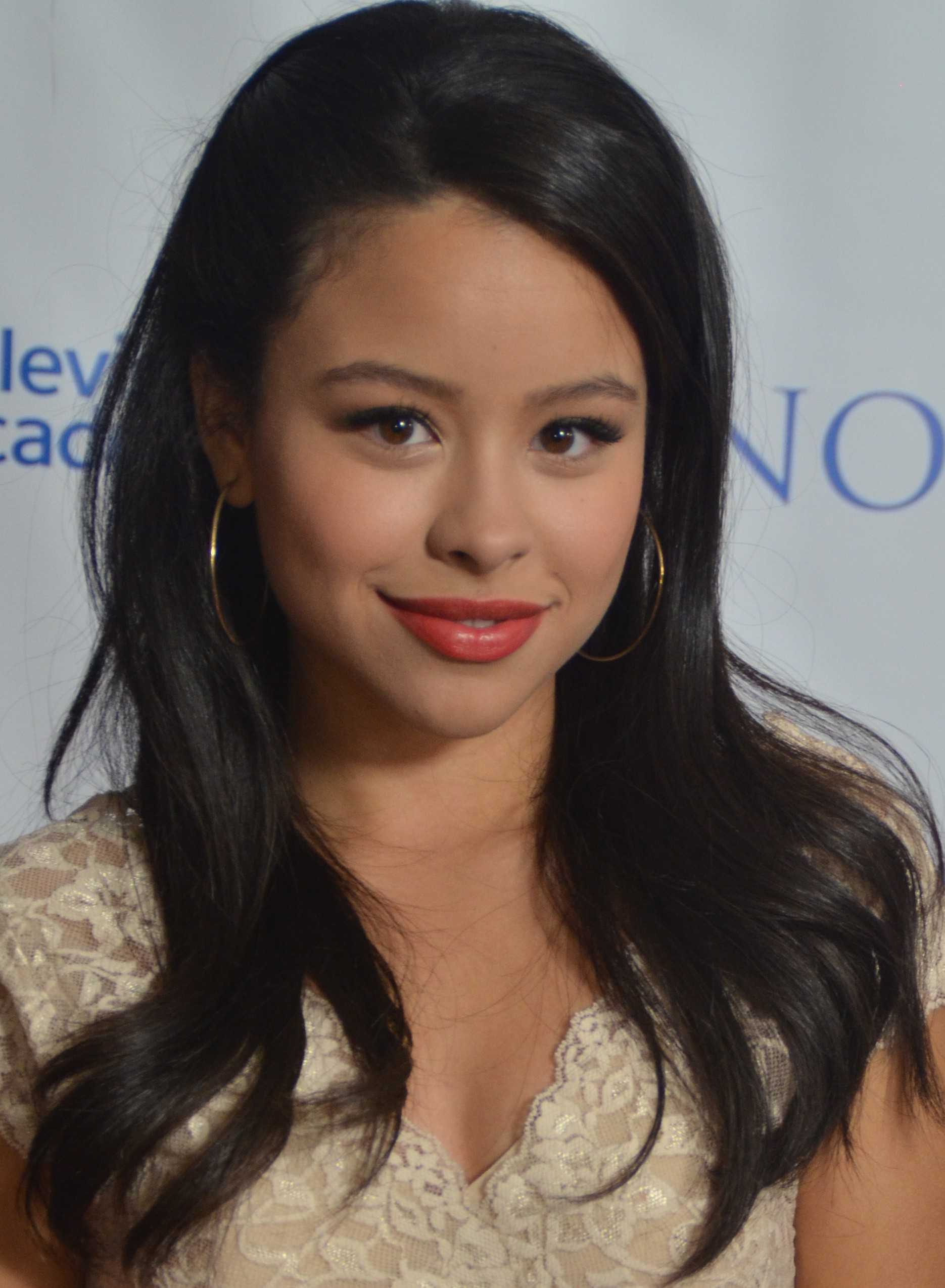
Cierra Ramirez (2014)

Cierra Alexa Ramirez (* 9. März 1995 in Houston, Texas) ist eine US-amerikanische Schauspielerin, bekannt durch ihre Rolle als Mariana Foster in The Fosters (2013–2018) und dessen Spin-Off Good Trouble (seit 2019).

## Leben
Ramirez wurde 1995 als Tochter einer kolumbianischen Mutter und eines mexikanischen Vaters in Houston im US-Bundesstaat Texas geboren. Derzeit lebt sie abwechselnd in Los Angeles und New York. Ramirez hat eine jüngere Schwester namens Savannah. Nach einigen Gastauftritten in verschiedenen Fernsehserien übernahm sie von 2012 bis 2013 eine wiederkehrende Rolle als Kathy in von ABC Family ausgestrahlten Jugendserie The Secret Life of the American Teenager. Dadurch wurde der Sender auf sie aufmerksam und besetzte Ramirez für eine Hauptrolle in der Dramaserie The Fosters. Sie spielt dort Mariana Foster, eines der Adoptivkinder des lesbischen Paares Stef Foster (Teri Polo) und Lena Adams (Sherri Saum). Diese Rolle führt sie im Spin-Off Good Trouble an der Seite von Maia Mitchell, welche bereits in The Fosters Ramirez Adoptivschwester spielte fort.
Ihre erste größere Filmrolle spielte Ramirez 2012 im Filmdrama Girl in Progress, wofür sie den ALMA Award und den Imagen Award jeweils als Beste Nebendarstellerin gewann.

## Filmografie (Auswahl)
- 2006: CSI: Miami (Fernsehserie, Folge 4x16)
- 2006: Zoey 101 (Fernsehserie, Folge 3x01)
- 2006: Desperate Housewives (Fernsehserie, Folge 3x08)
- 2007: Hotel Zack & Cody (Fernsehserie, 5 Folgen)
- 2007: Star and Stella Save the World (Fernsehfilm)
- 2012: Girl in Progress
- 2012–2013: The Secret Life of the American Teenager (Fernsehserie, Folgen 5x03–5x24)
- 2013–2018: The Fosters (Fernsehserie, 104 Folgen)
- 2017: Drink Slay Love (Fernsehfilm)
- 2019–2024: Good Trouble (Fernsehserie, 88 Folgen)
- 2023: The Re-Education of Molly Singer